# Леон Сјер
Леон Сјер (хол. Léon Scieur; 19. март 1888 — 7. октобар 1969) бивши је белгијски професионални бициклиста у периоду од 1913. до 1925. године. Највећи успех у каријери остварио је 1921. године, освајањем Тур де Франса, док је годину раније освојио Лијеж—Бастоњ—Лијеж.

## Каријера
Леон Сјер је почео да се бави бициклизмом 1911. када је освојио десето место на Лијеж—Бастоњ—Лијежу. 1913. почео је професионалну каријеру. Освојио је етапу на Туру Белгије, док се са Тур де Франса повукао током седме етапе. 1914. није остварио ниједну победу, а Тур де Франс је завршио на 14 месту.
Сјер је током рата радио као механичар, а на првом послератном Туру, 1919. освојио је четврто место. И наредне године је освојио четврто место на Туру, само овога пута са етапном победом. Пре Тура, освојио је Лијеж—Бастоњ—Лијеж.
1921. остварио је највећи успех, освојио је Тур де Франс уз две етапне победе. Био је лидер од друге етапе и возио је тако јако да би сачувао лидерску позицију да је добио надимак локомотива. На успону Кол д Арос, Сјер је имао механичких проблема, а Хектор Хесгем га је напао, Сјер је био љут и изјавио је да не би требало нападати док неко има механичких проблема. На етапи 12, Сјер је напао а његови сувозачи и најближи пратиоци, Фирмен Ламбо и Луис Мотијо су остали позади, нису хтели да га хватају. Газда Тура, Анри Дегранж је био љут и изјавио је да Тур треба да се вози индивидуално а не тимски, па је ставио Ламбоа и Мотијоа на задње место. На задњој етапи, Сјер је имао инцидент и морао је да замени точак, иако су правила тада налагала да точак не сме да се замени пре него што судије не виде тренутни точак. Није било судија близу и Сјер је носио поломљени точак на леђима 300 километара, до циља, да би им га показао. Рекао је да је то оставило трага на његовим леђима наредних 15 година.
Наредних година није успио да забележи ниједну победу, нити да заврши ниједан Тур де Франс. 1922. се повукао на трећој етапи, а наредне две године је одустајао на шестој етапи.

## Крај каријере и смрт
Леон Сјер је завршио каријеру након повреде током етапе 6, на Тур де Франсу. Остатак живота провео је у родном Флоренсу, где се бавио дистрибуцијом гаса. Умро је 1969. године.